# Rikiosatoa albifera
Rikiosatoa albifera är en fjärilsart som beskrevs av Louis Beethoven Prout 1915. Rikiosatoa albifera ingår i släktet Rikiosatoa och familjen mätare. Inga underarter finns listade.